# Ghassan Abu Sittah
Ghassan Soleiman Abu Sittah (en árabe, غسان أبو ستة; Kuwait, 1969) es un cirujano plástico y reconstructivo británico-palestino especializado en cirugía craneofacial, cirugía estética, cirugía de labio leporino y paladar hendido y lesiones relacionadas con traumatismos. Desde abril de 2024, trabaja como rector de la Universidad de Glasgow.
Es conocido por haber proporcionado asistencia médica como cirujano en doce zonas de conflicto, incluido en Irak, Líbano, Siria y Yemen, donde apoyó a clínicas y médicos locales, y sobre todo en la Franja de Gaza. Abu Sittah visitó por primera vez la Franja como estudiante de medicina durante la Primera Intifada en 1989. Además, fue miembro de Ayuda Médica para los Palestinos durante la Segunda Intifada, a partir de 2000. También trabajó en la Franja de Gaza durante las guerras de 2008-2009, 2012, 2014 y durante la Gran Marcha del Retorno de 2018-19.
Abu Sittah regresó a la Franja de Gaza después del inicio de la guerra el 7 de octubre de 2023 para brindar asistencia médica en el Hospital Al-Shifa con Médicos Sin Fronteras. A raíz de lo vivido en la guerra, Abu Sittah ha hablado con medios de comunicación y ha participado en conferencias de prensa comentando sus experiencias. En enero de 2024, viajó a La Haya para reunirse con miembros de la Corte Penal Internacional (CPI) durante las investigaciones por los crímenes de guerra en Gaza.

## Infancia y educación
Abu Sittah nació en 1969 en Kuwait, hijo de padre palestino y madre libanesa. Es sobrino del investigador Salman Abu Sitta. La familia del padre de Abu Sittah proviene de Ma'in Abu Sitta, una localidad al sureste de la Franja de Gaza en la que tenían una casa familiar y en la que el abuelo de Abu Sittah construyó una escuela. Durante la Nakba, las fuerzas de la Haganá atacaron la aldea, la destruyeron y dispararon a todo aquel que se interpuso en su camino. La familia de su padre fue expulsada de sus tierras y de su hogar por el ejército israelí y se trasladaron como refugiados a la Franja de Gaza. Posteriormente, se mudarían a Kuwait y, ya en los años ochenta, al Reino Unido. En 1988, Abu Sittah siguió los pasos de su padre y estudió medicina en la Universidad de Glasgow.

## Carrera
Después de estudiar medicina en la Universidad de Glasgow y de completar su residencia en Londres, Abu Sittah comenzó a trabajar para el Servicio Nacional de Salud británico. Recibió tres becas especializadas: cirugía craneofacial pediátrica y cirugía de fisura labiopalatina en el Great Ormond Street Hospital, y reconstrucción de traumatismos en el Hospital Real de Londres.
En enero de 2011, Abu Sittah se unió a la plantilla del hospital de la Universidad Americana de Beirut (UAB) y se mudó a Beirut. Por aquel entonces proporcionaba asistencia remota a los cirujanos que trabajaban en la Franja de Gaza. Durante su estancia en el Líbano, Abu Sittah mostró su interés por la política palestina escribiendo artículos de opinión para periódicos locales.
Desde 2012 hasta septiembre de 2020, Abu Sittah trabajó como director del Departamento de Cirugía Plástica y Reconstructiva de la Universidad Americana de Beirut. En 2015, también cofundó y codirigió el Programa de Medicina de Conflictos del Instituto de Salud Global de la AUB.
Abu Sittah regresó a vivir a Londres con su esposa y sus tres hijos y estableció consultas reconstructivas y estéticas en su clínica en 2020. Desde 2021 es profesor en el Centro de Estudios de Lesiones por Explosiones del Imperial College London y en el Grupo de Investigación sobre Conflictos y Salud del King's College de Londres.
La primera visita de Abu Sittah a la Franja de Gaza tuvo lugar en su época de estudiante de medicina y coincidió con la Primera Intifada, en 1989.Su inspiración a la hora de decantarse por la medicina de conflictos fue la doctora Ang Swee Chai. Abu Sittah volvió a viajar a la Franja de Gaza para brindar asistencia médica durante la Segunda Intifada, la Guerra de Gaza de 2008-2009, la de 2012, la de 2014 y las protestas fronterizas de Gaza de 2018-2019. Aparte de la Franja de Gaza, también ha trabajado voluntariamente en otras doce zonas de conflicto en Asia occidental como Irak, Líbano, Siria y Yemen, donde dio apoyo a clínicas y médicos locales.
Abu Sittah fue editor y coautor del libro Reconstructing the War Injured Patient (2017) y The War Injured Child: From Point of Injury Treatment Through Management and Continuum of Care (2023). Además, es miembro del consejo de administración del Instituto de Estudios Palestinos. En abril de 2024, Abu Sittah fue elegido rector de la Universidad de Glasgow.

### Guerra de Gaza de 2023-25
Abu Sittah volvió a la Franja de Gaza el 9 de octubre de 2023, dos días después del comienzo de la guerra Israel-Gaza, y prestó asistencia sanitaria con Médicos Sin Fronteras en el Hospital Al-Shifa y el Hospital Bautista Al-Ahli Arabi, en los que operó a víctimas de la guerra. Gracias en parte a su dominio del inglés, Abu-Sittah se convirtió en una referencia de los medios de comunicación. Abu Sittah se encontraba en el Hospital Al-Ahli durante la noche de la masacre que supuso la muerte de 471 personas y escribió: «Este incidente sirvió como prueba de fuego para lo que estaba por venir: la guerra total de Israel contra la infraestructura sanitaria de la Franja de Gaza. Después de que el hospital Al-Ahli fuera atacado y nadie rindiera cuentas, las piezas del dominó comenzaron a caer rápidamente. Los hospitales fueron atacados uno tras otro. Se hizo evidente que los ataques eran sistemáticos». Durante el asedio del Hospital Al-Shifa, Abu Sittah fue testigo de los ataques, habló con los medios de comunicación y publicó actualizaciones en Twitter sobre el estado del hospital y de algunos de los pacientes.
El 16 de octubre de 2023, la familia de Abu Sittah fue interrogada por la Policía Metropolitana de Londres sobre su trabajo en Gaza.
El 18 de noviembre, después de cuarenta y tres días de trabajo voluntario en la guerra, Abu Sittah regresó a Inglaterra, pues consideraba que su presencia en la Franja era «superflua» ya que, debido a la falta de suministros médicos, ya no podía realizar cirugías. En Londres dio una conferencia de prensa en la que habló de sus experiencias, y aseguró que había tratado a pacientes que sufrían quemaduras de fósforo blanco, cuyo uso fue negado por el ejército israelí. La Unidad de Crímenes de Guerra de Scotland Yard se puso en contacto con Abu Sittah para solicitar su testimonio como testigo, ya que está obligada a reunir pruebas para la investigación de la Corte Penal Internacional (CPI) sobre los presuntos crímenes de guerra cometidos en Gaza.
En enero de 2024, Abu Sittah viajó a los Países Bajos para reunirse con investigadores de la Corte Penal Internacional (CPI) en La Haya. También dio testimonio ante la Corte Internacional de Justicia (CIJ) en el caso de genocidio de Sudáfrica contra Israel.
El 26 de marzo de ese año, Abu Sittah fue elegido rector de su alma mater, la Universidad de Glasgow, con el 80% de los votos.
Según The Times, Abu Sittah ha comparado a los líderes israelíes con «la psicosis de los alemanes de los años 30 y 40», caracterizando además a las potencias occidentales que lo apoyan, incluidos Estados Unidos, el Reino Unido, Alemania, Francia, Australia y Canadá, como «el eje del genocidio».
En abril de 2024, las autoridades alemanas le negaron la entrada en el país cuando iba a hablar en la conferencia del Congreso Palestino en Berlín, donde se disponía a mostrar pruebas sobre crímenes de guerra en la guerra en Gaza y a dar su declaración como testigo y como médico que había trabajado en dos hospitales gazatíes. Alemania también negó la entrada a otros invitados, incluido el exministro de Finanzas griego Yanis Varoufakis, quien también se disponía a hablar en la conferencia del Congreso Palestino. Poco después, el evento fue clausurado por la policía alegando que Salman Abu Sittah, tío de Ghassan Abu Sittah que estaba previsto que hablase ante el Congreso, «tiene prohibido ser activo en política en Alemania». Los organizadores del evento ha habían sido informados de esta prohibición.
Abu Sittah también tenía previsto hablar ante el Senado de Francia sobre la crisis sanitaria en Gaza por invitación de un senador verde, pero se le negó la entrada a Francia el 4 de mayo de 2024 porque Alemania había decretado para él una prohibición de entrada al espacio Schengen durante un año. Los abogados de Abu Sittah pudieron proporcionar a los Verdes un enlace que permitió a Abu Sittah unirse al simposio por videoconferencia. La prohibición de entrada en la zona Schengen también impidió a Abu Sittah volver a hablar con las autoridades de la CPI, que estaban estudiando emitir Órdenes internacionales de arresto contra Benjamín Netanyahu y Yoav Galant órdenes de arresto contra presuntos criminales de guerra israelíes, incluido el primer ministro de Israel, Benjamín Netanyahu.
Los abogados del Centro Internacional de Justicia para los Palestinos (CIJP) apelaron la prohibición de entrada con la ayuda de abogados alemanes. Finalmente, el CIJP anunció que se había conseguido revocar la restricción de acceso al espacio Schengen de Abu Sittah. El 14 de mayo de 2024, el Tribunal Administrativo de Potsdam dictaminó que las medidas adoptadas por el gobierno alemán contra Abu Sittah eran ilegales. En junio de ese año, Abu Sittah habló en el Congreso de los Diputados español con invitación de Podemos.
Después de que miles de personas sufrieran «heridas casi idénticas» con la detonación de sus buscas mediante trampas explosivas PENT en un ataque coordinado en Líbano y Siria, Abu Sittah se ofreció como voluntario en el Centro Médico de la Universidad Americana de Beirut, donde proporcionó asistencia médica a los heridos.

## Vida personal
A fecha de 2023, Abu Sittah vive en Londres con su esposa y sus tres hijos.

## Premios
Ghassan Abu Sittah ha recibido numerosos reconocimientos, entre ellos la beca del Royal College of Surgeons en 2010 y el premio Humanismo y Profesionalidad de la Universidad Americana de Beirut en 2015. La TRT le concedió el premio Ciudadano Mundial del Año, mientras que la ONG TAKREEM le otorgó el premio a la trayectoria profesional en 2023. En 2018, el programa de Bioética y Profesionalidad de la Universidad Americana de Beirut inauguró la Biblioteca Ghassan Abu Sittah en su honor.

## Documentales
- El regreso de un cirujano palestino a Gaza (2003) - Journeyman Pictures